# Croix de chemin de Lapeyrouse (Colombier)
La croix du chemin de Lapeyrouse est une croix située à Colombier, en France.

## Localisation
La croix est située sur la commune de Colombier, dans le département français de l'Allier.

## Historique
L'édifice est inscrit au titre des monuments historiques en 1931.